# Betty (Brooke Fraser)
Betty è il secondo singolo della cantante neozelandese pop rock Brooke Fraser estratto dal suo terzo album Flags, pubblicato il 6 dicembre 2010 in Oceania, in America e in Europa e il 10 gennaio 2011 in Italia e in Spagna dall'etichetta discografica Sony. Parla di una ragazza introversa e misteriosa.

## Video musicale
Il videoclip è stato pubblicato il 29 novembre 2010 su ABC News Nightline.

## Tracce
Download digitale
1. Betty - 2:58
2. Betty (strumentale) - 2:59